# Pro TV SRL
Pro TV S.R.L. (până în 2015 Pro TV S.A.) este o companie media din România, care operează licențele televiziunilor Pro TV, Acasă TV, Acasă Gold, Pro Cinema, Pro Arena și Pro TV Internațional. Compania media face parte din grupul american Central European Media Enterprises (CME).
Rezultate financiare (milioane dolari):
| An                   | 2006  | 2007  | 2008  | 2009  | 2012 |
| -------------------- | ----- | ----- | ----- | ----- | ---- |
| Cifră de afaceri (€) | 118,3 | 157,5 | 274,6 | 176,5 | 134  |
| Profit net (€)       | -     | 44,5  | 44,3  | -     | -    |

## Divizie online
În anul 2006, Pro TV SA a înființat divizia de online IBU Pro TV (Internet Business Unit), care operează site-uri de limbă română, precum www.stirileprotv.ro, www.sport.ro, www.acasa.ro, www.perfecte.ro, www.protv.ro, www.kombat.ro, www.procinema.ro, www.cinemapro.ro, www.crimetime.ro, www.incont.ro, www.provideo.ro, www.hmultiplex.ro și www.wrestlingfan.ro.
- www.incont.ro - lansat în ianuarie 2010, site-ul este dedicat știrilor de afaceri.[8]

- www.perfecte.ro - lansat în ianuarie 2010, site-ul se adresează femeilor mondene.[9]

- www.wrestlingfan.ro (sau www.wfan.ro) - lansat în martie 2010, este un site dedicat iubitorilor de wrestling din România.[10]

- www.crimetime.ro - lansat în iunie 2010, este un site de știri, care tratează atât întâmplări dramatice din cotidianul omului obișnuit (crime, accidente, jafuri etc.), cât și procese, dosare sau acte criminale în care sunt implicate persoane publice din România.[11]

- www.foodstory.ro - lansat pe 8 martie 2012, este un site premium despre arta de a mânca și despre gătitul ca hobby sau pasiune.[12]